# Усековање
Усековање главе Светог Јована Крститеља је црквени празник који је уједно и једнодневни пост. Прославља се 11. септембра (тј. 29. августа по старом календару), када се Црква сећа великог проповедника и претходника Исуса Христа — Св. Јована Крститеља, и његовог мученичког страдања.

## Историја
Догађај који је био повод за успостављање овог празника описан је у (Мт 14, 1-13); Ирод Антипа, син Ирода Идумејца (37. п. н. е.), оженио се (други брак) Иродијадом, женом свога брата Филипа. Због тог неморалног чина, Св. Јован га је без страха изобличавао пред свима. На рођендан Ирода Антипе, Иродијадина кћи, пошто је претходно игром угодила Ироду, а по наговору њене зле мајке, тражила је од Ирода, и добила, главу Св. Јована Крститеља. Тако је страдао велики пророк Св. Јован Крститељ. Иродијада је закопала главу у свом дворцу, а тело су ученици Јованови сахранили у Севастији - стара Самарија, у Палестини.

## Начин прослављања
Овај празник слави се од давнина, а сведочанства постоје од V века, у беседама Петра Хризолога, презвитера Хрисипа. Дан се проводи у строгом уздржању и посту. Не једе се и не пије ништа што је црвено, јер то подсећа на проливену крв Јованову.

## Народни обичаји
У Херцеговини на овај дан посте, не раде теже послове и нарочито воде рачуна да не раде ништа око семења, чак пазе на који је дан пало усековање, па ако је то понедељак, на пример, онда сваког понедељка у години избегавају да се баве семеном. У неким селима се договоре да се орање започне сутрадан по Светом Јовану и одреде ко треба да први почне.
И у Шумадији посте, не раде теже послове и мисле да је ово добар дан да се беру лековите траве. На тај дан деци не дају да једу парадајз, брескве, јабуке и било шта друго црвене боје. Само жене раде око семена, остављају га за следећу годину и спремају зимницу.
Православни посте на овај дан, а доста њих не једу ништа све до мрака.